# Чёрновский (Самарская область)
Чёрновский — посёлок в Волжском районе Самарской области. Административный центр сельского поселения Чёрновский.

## История
В 1973 году указом Президиума Верховного Совета РСФСР посёлку центральной усадьбы совхоза «Чёрновский» присвоено наименование Чёрновский.

## Население
| 2010 |
| ---- |
| 2426 |

## Улицы
| - ул. 40 лет Победы, - ул. Вишнёвая, - ул. Дачная, - ул. Дружба, - ул. Зелёная, - пер. Коммунальный, | - ул. Коммунистическая, - ул. Левина, - ул. Ленина, - ул. Лесная, - ул. Мира, - ул. Московская, | - ул. Набережная, - ул. Новая, - ул. Озёрная, - ул. Полевая, - ул. Рабочая, - ул. Речная, | - ул. Садовая, - ул. Самарская, - ул. Советская, - ул. Специалистов, - ул. Чапаевская, - ул. Школьная. |